# Wulfila wunda
Wulfila wunda är en spindelart som beskrevs av Norman I. Platnick 1974. Wulfila wunda ingår i släktet Wulfila och familjen spökspindlar. Inga underarter finns listade i Catalogue of Life.